# グレートヴォルティジュールステークス
グレートヴォルティジュールステークス（Great Voltigeur Stakes）はヨーク競馬場で行われる3歳馬の競走である。

## 歴史
競走は1850年にダービーステークスとセントレジャーステークスを制した二冠馬ヴォルティジュールにちなんで名付けられた。1950年に創設され、当初は単にヴォルティジュールステークスと呼ばれていた。1957年にグレートが追加されて現在の競走名となった。
翌月のセントレジャーステークスの前哨戦を兼ねており、これまでに14頭の馬がこの競走を優勝後にセントレジャーステークスを制している。直近では2019年のロジシャンが両競走を制した。
現在はヨーク競馬場で4日間にわたって開催されるイボアフェスティバルの初日に施行されている。

## 歴代優勝馬（2000年以降）
- 2000  Air Marshall
- 2001  Milan
- 2002  Bandari
- 2003  Powerscourt
- 2004  Rule of Law
- 2005  Hard Top
- 2006  Youmzain
- 2007  Lucarno
- 2008  Centennial
- 2009  Monitor Closely
- 2010  Rewilding
- 2011  Sea Moon
- 2012  Thought Worthy
- 2013  Telescope
- 2014  Postponed
- 2015  Storm The Stars
- 2016  Idaho
- 2017  Cracksman
- 2018  Old Persian
- 2019  Logician
- 2020  Pyledriver
- 2021  Yibir
- 2022  Deauville Legend
- 2023  Continuous
- 2024  Los Angeles